# Foro mundial de los derechos humanos
El Foro mundial de los derechos humanos tiene como objetivo favorecer el encuentro y el diálogo entre los diferentes actores implicados en la defensa de los derechos humanos y eso de manera igualitaria. La meta es crear un espacio de reunión que permite intercambios enriquecedores de ideas, conocimientos y experiencias. 
Estos intercambios deben permitir una mejor cooperación entre los distintos actores, ya sean locales, nacionales, regionales o mundiales. Esta cooperación desemboca en un reforzamiento de las redes de solidaridad, lo que permite a medio o largo plazo fomentar el respeto de los derechos humanos en el mundo.

## El foro mundial de los derechos humanos
2800 representantes y un centenar de nacionalidades diferentes estaban presentes durante las últimas ediciones del foro. Se volvió pues un importante lugar de encuentros y de intercambios.
Por tanto, el foro es apoyado financiera y moralmente por los gobiernos locales : la región Pays de la Loire, el departamento de la Loire-Atlantique, Nantes Métropole y la Ciudad de Nantes. También goza del apoyo de la Caja de depósitos y consignaciones de la Organización Internacional de la Francofonía y del Ministerio de Asuntos exteriores francés.
Por fin, el Secretariado permanente internacional es el responsable editorial del foro con el apoyo de un comité científico internacional. 

### Foro de 2004
El primer foro tuvo lugar en mayo de 2004 y fue organizado por la Ciudad de Nantes gracias al apoyo de la UNESCO. Este foro se inscribió en el marco del Año internacional de conmemoración de la lucha en contra de la esclavitud y de su abolición. Los principales temas del foro fueron el terrorismo, la discriminación y la pobreza. 

### Foro de 2006
El foro de 2006 tuvo lugar desde el 10 hasta el 13 de julio de 2006 en un contexto marcado por el 40° aniversario de la adopción por la Asamblea general de las Naciones Unidas de los Pactos Internacionales relativos a los derechos civiles y políticos y a los derechos económicos, sociales y culturales.
Después de este foro, se creó una estructura específica para asegurar la organización de las ediciones siguientes. El Secretariado permanente internacional Derechos humanos y gobiernos locales (SPIDH) se creó bajo forma asociativa y vio sus ámbitos de intervención multiplicarse desde entonces.

### Foro de 2008
Desde el 30 de junio hasta el 3 de julio de 2008, el Foro tuvo lugar en Nantes en el marco de la conmemoración del 60° aniversario de la Declaración universal de los derechos humanos. Reunió más de 2500 participantes con más de 100 nacionalidades diferentes.

### Foro de 2010
El foro de 2010 se interesa en las consecuencias de las distintas situaciones de crisis sobre los derechos humanos y en la manera como los derechos humanos pueden constituir un conjunto de soluciones específicas frente a estas situaciones.

El 4.° Foro mundial de los derechos humanos se inscribe en el contexto de la crisis mundial. Una crisis que amenaza los derechos humanos, pero también una crisis que vuelve a situar el valor del Hombre —cuyo trabajo no es una mercancía— en el centro de las preocupaciones. Más que nunca, tal Foro es necesario para pensar juntos en el sitio de los derechos humanos tanto en Francia como en Europa y en el mundo. Esta de moda denunciar el «pensamiento único» de los promotores de los derechos humanos, pero frente a las amenazas del comunitarismo y del relativismo cultural, cómo uno puede negar que solo los derechos humanos pueden permitir un vivir juntos tanto a escala local como a escala mundial.
Emmanuel DECAUX, Profesor de derecho internacional en la Universidad París II «Panthéon-Assas» y Presidente de la SPIDH

### Foro de 2013
El 5° Foro mundial de los derechos humanos tendrá lugar desde el 22 hasta el 25 de mayo de 2013. Este nuevo encuentro buscara respuestas a la cuestión del vínculo entre los derechos humanos y el desarrollo sostenible.

## La Carta-Agenda Mundial de Derechos Humanos en la Ciudad
En 2007, la Secretaria Internacional Permanente Derechos humanos y gobiernos locales elaboró la Carta-Agenda mundial de los derechos humanos en la Ciudad. Esta Carta fue adoptada finalmente durante el Consejo Mundial de Florencia.
Esta carta tiene como punto de partida el hecho de que las autoridades locales pueden y deben ser activas en la defensa y la promoción de los derechos humanos. La Carta tiene como objetivo ayudarlos a definirlos claramente y a ponerlos en marcha a su escala. La relevancia de la Carta radica en el vínculo entre los principios que defiende y las propuestas de acciones concretas para su implementación a nivel local. El objetivo de la Carta es hacer que los gobiernos locales que la firman se comprometan a implementar estas acciones cada uno a su nivel. Además, estas propuestas están acompañadas por un calendario e indicadores que permiten concretizarlas.
Se puede relacionar la Carta-Agenda a otras iniciativas tales como la Carta de Montréal de los derechos y responsabilidades, la Carta mundial del derecho a la ciudad o la Carta europea de los derechos humanos en la ciudad.

## La Secretaría internacional permanenteDerechos Humanos y Gobiernos Locales
La Secretaria permanente internacional Derechos humanos y gobiernos locales (SPIDH) es una asociación de derecho francés creada en 2007 después del Foro de los derechos humanos de 2006. Tiene dos misiones principales :
- la organización del Foro mundial de los derechos humanos en Nantes
- la creación y el desarrollo de redes internacionales de actores involucrados en el ámbito de los derechos humanos, más peculiarmente a nivel local.